# دونده‌های نیمه‌شب
دونده‌های نیمه‌شب (انگلیسی: Midnight Runners، کره‌ای: 청년경찰) فیلم کمدی اکشن کره جنوبی سال ۲۰۱۷ به کارگردانی جیسون کیم (کیم جو هوان) و با بازی پارک سو جون و کانگ ها نول است. این فیلم در ۹ اوت ۲۰۱۷ اکران شد. بازسازی هندی این فیلم در ۱۳ سپتامبر ۲۰۲۰ اعلام شد.

## خلاصه داستان
کی جون (پارک سو جون) و هی یول (کانگ ها نول) دانشجویان دانشگاه پلیس ملی کره‌ای هستند. آنها حوالی نیمه شب یک شب، هنگام بازگشت از کلاب، شاهد آدم‌ربایی بودند. با این حال بخش افراد گمشدهٔ پلیس محلی، در آن زمان درگیر پروندهٔ گم شدن پسر یک فرد مهم تجاری بودند و قادر به تحقیق دربارهٔ این پرونده نبودند. آنها با دانستن اینکه در ساعات حیاتی پس از یک آدم‌ربایی هستند، تحقیقات آماتور خود را شروع می‌کنند.

## بازیگران

### اصلی
- پارک سو جون در نقش پارک کی جون[۱۱]

کی جون یک فرد آسوده‌خاطر، ریسک پذیر کسی که ابتدا عمل می‌کند و سپس فکر می‌کند.
- کانگ ها نول در نقش کانگ هی یول[۱۳]

هی یون به کلی متضاد کی جون است. او کاملاً کم معاشرت و بیشتر فکر می‌کند تا اینکه اهل عمل باشد.

### سایر بازیگران
- پارک ها سون در نقش لی جو هی (مدوسا)[۱۵]
- سونگ دونگ ایل در نقش پروفسور یانگ سونگ ایل
- گو جون در نقش یانگ چون
- به یو رام در نقش جه هو
- لی هو جونگ در نقش لی یون جونگ
- لی جون هیوک در نقش پروفسور
- سو جونگ یون در نقش مادر پارک کی جون
- چوی هونگ ایل در نقش پدر کانگ هی یول
- بیون وو سوک در نقش سرگرم‌ساز کلاب
- جونگ یه جی در نقش دان یونگ، دانشجوی نیروی پلیس
- ریو کیونگ سو در نقش پلیس به خدمت اجباری درآمدهٔ آکادمی پلیس

## تولید
دونده‌های نیمه‌شب نخستین بازی پارک سو جون در نقش اصلی در یک فیلم است.
دونده‌های نیمه‌شب در بازار بین‌المللی فیلم و تلویزیون هنگ کنگ، به شش کشور فروخته شد. حقوق این فیلم توسط کلاک‌ورکس ژاپن، لانگ شانگ تایوان، دلتامک اچ‌کی هنگ کنگ، ویوا کام فیلیپین و پرپل پلن سنگاپور خریده شد.
فیلمبرداری در ۲۱ نوامبر ۲۰۱۶ در یونگین، استان گیونگ‌گی، کره جنوبی آغاز شد و در ۲۳ فوریه ۲۰۱۷ به پایان رسید

## انتشار و بازخورد

### داخلی
این فیلم در ۹ اوت ۲۰۱۷ در کره جنوبی در ۱۰۵۸ سینما، نمایش داده شد. این فیلم در جایگاه دوم باکس آفیس در روز افتتاحیه قرار گرفت و فروش ۱٫۹۷ میلیون دلار آمریکا از مجموع ۳۰۸٬۳۰۳ بلیت به دست آورد.
در طی پنج روز اول پس از انتشار، این فیلم ۱٫۹ میلیون بیننده را به خود جذب کرد و در مجموع ۱۳٫۶ میلیون دلار آمریکا فروخت.
این فیلم، در هشت روز اول پس از انتشار خود، ۲٫۷۳ میلیون نفر را به خود جذب کرد و در مجموع ۱۸٫۹ میلیون دلار آمریکا به دست آورد، که بیش از هزینهٔ ۶٫۱۳ میلیون دلاری تولید فیلم بود.